# 董豐垣
董丰垣（?—?），字暨之，号菊町。浙江湖州府乌程县人。清朝政治人物。

## 生平
乾隆十六年（1751年）辛未科进士，历官安徽建德县、河南扶沟县知县，充江南乡试同考官。
著有《识小编》。